# GOLDEN☆BEST deluxe 佐良直美 コンプリート・シングルス+ヒット・カバー・コレクション
『GOLDEN☆BEST deluxe 佐良直美 コンプリート・シングルス+ヒット・カバー・コレクション』（ゴールデン・ベスト デラックス さがらなおみ コンプリート・シングルス+ヒット・カバー・コレクション）は、佐良直美のベスト・アルバム。2010年11月24日発売。発売元はビクターエンタテインメント。規格品番はVICL-63577/9。

## 解説
各レコード会社から発売されている廉価版CDシリーズ“ゴールデン☆ベスト”の1作として発売された。同シリーズでは3枚組のものに対してはタイトルに“デラックス”が付加するため、“ゴールデン☆ベスト デラックス”が正式な商標である。CD1枚ものは、2007年11月21日に『GOLDEN☆BEST 忘れ得ぬ名唱・佐良直美』（VICL-62662）が発売されていた。
構成は、1967年の歌手デビュー曲「世界は二人のために」から1983年の「YASUKOの場合」までのシングルレコードA面曲を発売順に収録した、シングル・コレクションである。一部、レコード（EP）のもう片面に収録された両A面的な扱いの楽曲や、他歌手とのカップリングで発売された企画シングル曲も収められている。加え、ディスク3枚目には過去に発売されたアルバム内でカバーした楽曲が追加収録されており（11曲目から19曲目が該当）、それら計60曲をCD3枚（各20曲）に収録。
歌詞ブックレットの表紙と裏表紙には、シングルレコードのディスクジャケット写真が並べて掲載されている。尚、本アルバムのディスクジャケットは、第11回日本レコード大賞を受賞したシングル盤「いいじゃないの幸せならば」のものを加工し使用している。
元々は2010年9月15日発売と告知されていたが、発売直前に一度延期となっている。
その後、佐良の新曲発売が公に発表され、最終的に「27年振り、さりげなくニューシングル。」とCD帯に記載された新作シングル「いのちの木陰／銀河の子守唄（VICL-36620）と同時に発売された。
アルバムのCD帯にはシングルのインフォメーションが、シングルのCD帯にはベスト・アルバムのインフォメーションがそれぞれ記載。

## 収録曲

### Disc 1
1. 世界は二人のために（3:49）
  - 作詞: 山上路夫、作曲・編曲: いずみたく
2. 私の好きなもの（3:00）
  - 作詞: 永六輔、作曲・編曲: いずみたく
3. 星になりたい（3:33）
  - 作詞: 山上路夫、作曲・編曲: いずみたく
4. 恋はオールデー・オールナイト（3:00）
  - 作詞: 橋本淳、作曲・編曲: いずみたく
5. すてきなファーニー（3:39）
  - 作詞: 山口五十鈴、作曲・編曲: いずみたく
6. 愛の結晶（3:35）
  - 作詞: 山上路夫、作曲・編曲: いずみたく
7. ギターのような女の子（3:16）
  - 作詞: 橋本淳、作曲・編曲: 筒美京平
8. 二十一世紀音頭（3:01）
  - 作詞: 山上路夫、作曲: いずみたく、編曲: 大柿隆
9. いいじゃないの幸せならば（3:31）
  - 作詞: 岩谷時子、作曲・編曲: いずみたく
10. 知らないで愛されて（3:24）
  - 作詞: 岩谷時子、作曲・編曲: いずみたく
11. 私が生まれかわる時（3:22）
  - 作詞: 岩谷時子、作曲・編曲: いずみたく
12. 赤頭巾ちゃん 気をつけて（2:54）
  - 作詞: 岩谷時子、作曲: いずみたく、編曲: 大柿隆
13. どこへ行こうかこれから二人（2:53）
  - 作詞: 西川ひとみ、作曲: 中村泰士、編曲: 渋谷毅
14. 塩・ローソク・シャボン（3:36）
  - 作詞: 阪田寛夫、作曲: いずみたく、編曲: 大柿隆
15. あいつとあの娘（2:47）
  - 作詞: 保田善生、補作詞: 岩谷時子、作曲: いずみたく、編曲: 大柿隆
16. 肝っ玉かあさん（2:04）
  - 作詞: 平岩弓枝、作曲: いずみたく、編曲: 大柿隆
17. 生きてるって素晴らしい（2:43）
  - 作詞・作曲: 浜口庫之助、編曲: 小杉仁三
18. 片道列車（2:56）
  - 作詞: 岩谷時子、作曲: いずみたく、編曲: 小谷充
19. 若い心よ集まろう（3:32）
  - 作詞: 増永直子、作曲: いずみたく、編曲: 大柿隆
20. 幸福を遠く離れて（3:07）
  - 作詞: 阿久悠、作曲: 加賀資朗、編曲: 小谷充

### Disc 2
1. 白夜に燃えて（3:17）
  - 作詞: 岩谷時子、作曲: 吉田正、編曲: 横内章次
2. のんびりやるさ（2:54）
  - 作詞: 阿久悠、作曲・編曲: 川口真
3. 華やかな孤独（4:13）
  - 作詞: 岩谷時子、作曲: いずみたく、編曲: 松岡直也
4. 別れ話は背中にしてね（3:41）
  - 作詞: さがゆうこ、作曲: 佐良直美、編曲: 川口真
5. 花のフェスティバル（2:46）
  - 作詞: さがゆうこ、作曲: 佐良直美、編曲: 川口真
6. 陽が当るまで（3:29）
  - 作詞: たかたかし、作曲・編曲: 鈴木邦彦
7. さびしい男たち（3:46）
  - 作詞: 山上路夫、作曲: 中村泰士、編曲: 竜崎孝路
8. 幸せの日々（3:01）
  - 作詞: 山川啓介、作曲・編曲: 都倉俊一
9. ベイビー（3:45）
  - 作詞: 千家和也、作曲: 都倉俊一、編曲: 服部克久
10. ジャスミンの部屋（2:56）
  - 作詞: 安井かずみ、作曲: いずみたく、編曲: 馬飼野俊一
11. 風（3:05）
  - 作詞: 南葉二、作曲: 灰田勝彦、編曲: 灰田有紀彦
12. ありがとう（3:06）
  - 作詞: 上條恒彦、作曲: 佐良直美、編曲: 飯吉馨
13. 大都会の子守唄（3:32）
  - 作詞: 山川啓介、作曲: いずみたく、編曲: 大柿隆
14. あなたの足音（3:57）
  - 作詞・作曲: 前川勲、編曲: 寺岡真三
15. 出逢いとさよなら（3:41）
  - 作詞: 岡田冨美子、作曲: 加瀬邦彦、編曲: 萩田光雄
16. ひとり旅（3:15）
  - 作詞: 吉田旺、作曲: 浜圭介、編曲: 萩田光雄
17. 速達（3:15）
  - 作詞: 吉田旺、作曲: 浜圭介、編曲: 萩田光雄
18. フラワー・フェスティバル（3:45）
  - 作詞: 西川好次郎、作曲: 小林亜星、編曲: 竜崎孝路
19. 時計館（3:42）
  - 作詞: 山口洋子、作曲: 平尾昌晃、編曲: あかのたちお
20. 私のアンティック（3:49）
  - 作詞: 喜多条忠、作曲・編曲: 穂口雄右

### Disc 3
1. 風のメロディー（3:49）
  - 作詞: なかにし礼、作曲: サルバレート・アダモ、編曲: 佐藤準
2. 愛の消しゴム（4:10）
  - 作詞: 山川啓介、作曲: 佐良直美、編曲: 南安雄
3. “翔ぶ”って何ですか（3:18）
  - 作詞: 小椋佳、作曲: 佐良直美、編曲: 萩田光雄
4. 国東半島ぶらり旅（3:02）
  - 作詞: 藤公之介、作曲: 徳久広司、編曲: 小笠原寛
5. 素顔（3:47）
  - 作詞: 千家和也、作曲: 浜圭介、編曲: 馬飼野俊一
6. 心（3:24）
  - 作詞: 荒木とよひさ、作曲: 鈴木キサブロー、編曲: 若草恵
7. 賑やかな酒場（3:36）
  - 作詞・作曲: みなみらんぼう、編曲: 矢野立美
8. 隣りの席の女（4:09）
  - 作詞: 伊藤アキラ、作曲・編曲: 松井忠重
9. ちょっといいもの（4:16）
  - 作詞: 岩谷時子、作曲・編曲: あかのたちお
10. YASUKOの場合（4:06）
  - 作詞: 荒木とよひさ、作曲: 丹羽応樹、編曲: 梅垣達志
11. ゴンドラの唄（3:24）
  - 作詞: 吉井勇、作曲: 中山晋平、編曲: 寺岡真三
12. 別れのブルース（2:58）
  - 作詞: 藤浦洸、作曲: 服部良一、編曲: 服部克久
13. 銀座カンカン娘（2:06）
  - 作詞: 佐伯孝夫、作曲: 服部良一、編曲: 服部克久
14. 君恋し（3:07）
  - 作詞: 時雨音羽、作曲: 佐々紅華、編曲: 寺岡真三
15. 粋な別れ（4:29）
  - 作詞・作曲: 浜口庫之助、編曲: いしだかつのり
16. 恋の季節（3:10）
  - 作詞: 岩谷時子、作曲: いずみたく
17. シクラメンのかほり（3:55）
  - 作詞・作曲: 小椋佳、編曲: 小野崎孝輔
18. どうぞこのまま（3:50）
  - 作詞・作曲: 丸山圭子、編曲: いしだかつのり
19. 夢先案内人（4:18）
  - 作詞: 阿木燿子、作曲: 宇崎竜童、編曲: いしだかつのり
20. Misty（5:18）
  - 作詞: Johnny Burke、作曲: Erroll Garner、編曲: 鞍富真一

## カバー原曲
- ゴンドラの唄 - 1915年の楽曲。森繁久弥や由紀さおり・安田祥子（姉妹ユニット）がNHK紅白歌合戦で歌っている。
- 別れのブルース - 淡谷のり子が歌った1937年の楽曲。
- 銀座カンカン娘 - 高峰秀子が歌った1949年の楽曲。佐良版は「カルピス」から始まる4番が割愛されている。
- 君恋し - フランク永井が1961年に歌ってリバイバル・ヒットさせた楽曲。第3回日本レコード大賞受賞。
- 粋な別れ - 石原裕次郎が歌った1967年の楽曲。
- 恋の季節 - ピンキーとキラーズが歌った1968年の楽曲。同年のオリコン年間チャート3位、翌年同チャート4位。
- シクラメンのかほり - 布施明や制作者の小椋佳が歌った1975年の楽曲。第17回日本レコード大賞受賞。
- どうぞこのまま - 丸山圭子が歌った1976年の楽曲。
- 夢先案内人 - 山口百恵が歌った1977年の楽曲。
- Misty - ジャズ・ピアニストのエロル・ガーナーによって1945年に作曲されたバラード。元々インストゥルメンタルとして作曲されたが、ほどなく作詞家のジョニー・バークにより歌詞がつけられ、1959年にジョニー・マティスの歌唱によりポピュラー・ソングとしてヒットしたことで、広く知られることになる。その後も何人もの歌手によってカバーされるなど、ジャズのバラードにおけるスタンダードナンバーとなるほどの大成功をおさめた。